# Santuario di San Giovanni Nepomuceno
Il santuario di San Giovanni Nepomuceno sulla Zelená hora (la 'montagna verde', in tedesco Grünberg) a Žďár nad Sázavou, vicino al confine tra Boemia e Moravia, è il capolavoro di Jan Blažej Santini-Aichel, un architetto italo-boemo che fuse il barocco borrominiano con elementi gotici nelle costruzioni e nelle decorazioni.

## Storia
Nel 1719, quando la Chiesa cattolica dichiarò "incorruttibile" la lingua di san Giovanni Nepomuceno, ebbe inizio la costruzione di una chiesa sulla Zelená hora, dove il futuro santo aveva studiato nei primi anni. La dedicazione fu celebrata un anno dopo la beatificazione del santo, avvenuta nel 1721; i lavori di rifinitura proseguirono fino al 1727. Dopo un violento incendio avvenuto nel 1784, la forma del tetto venne modificata.
La chiesa, con molte decorazioni progettate da Santini stesso, è famosa per gli elementi gotici ed il complesso simbolismo, una caratteristica quasi unica per l'epoca.

## Patrimonio dell'umanità
Nel 1994 il santuario è stato dichiarato patrimonio dell'Umanità dall'UNESCO.